# Uhrovec
Uhrovec és un poble i municipi d'Eslovàquia que es troba a la regió de Trenčín.

## Història
La primera menció escrita de la vila es remunta al 1258.

## Demografia
| Godina             | 1994 | 2004   | 2014   | 2024   |
| ------------------ | ---- | ------ | ------ | ------ |
| Nombre de persones | 1591 | 1478   | 1510   | 1522   |
| Diferència         |      | −7,10% | +2,16% | +0,79% |

| Godina             | 2023 | 2024   |
| ------------------ | ---- | ------ |
| Nombre de persones | 1533 | 1522   |
| Diferència         |      | −0,71% |

## Viles agermanades
Uhrove està agermanada amb:
- Slavičín, República Txeca
- Modrá, República Txeca
- Gilowice, Polònia
- Kiskunfélegyháza, Hongria